# Alexander (Dakota del Nord)
Alexander è un centro abitato (city) degli Stati Uniti d'America, situato nella Contea di McKenzie, nello Stato del Dakota del Nord. Nel censimento del 2000 la popolazione era di 217 abitanti. La città è stata fondata nel 1905.

## Geografia fisica
Secondo i rilevamenti dell'United States Census Bureau, la località di Alexander si estende su una superficie di 3,7 km², tutti occupati da terre.

## Popolazione
Secondo il censimento del 2000, ad Alexander vivevano 217 persone, ed erano presenti 60 gruppi familiari. La densità di popolazione era di 58,2 ab./km². Nel territorio comunale si trovavano 106 unità edificate. Per quanto riguarda la composizione etnica degli abitanti, il 99,55% era bianco il 5,99% era nativo e lo 0,46% apparteneva ad altre razze. La popolazione di ogni razza ispanica corrispondeva all'1,38% degli abitanti.
Per quanto riguarda la suddivisione della popolazione in fasce d'età, il 27,6% era al di sotto dei 18, il 5,1% fra i 18 e i 24, il 19,8% fra i 25 e i 44, il 30,4% fra i 45 e i 64, mentre infine il 17,1% era al di sopra dei 65 anni di età. L'età media della popolazione era di 43 anni. Per ogni 100 donne residenti vivevano 93,8 maschi.